# Boston (Ontário)

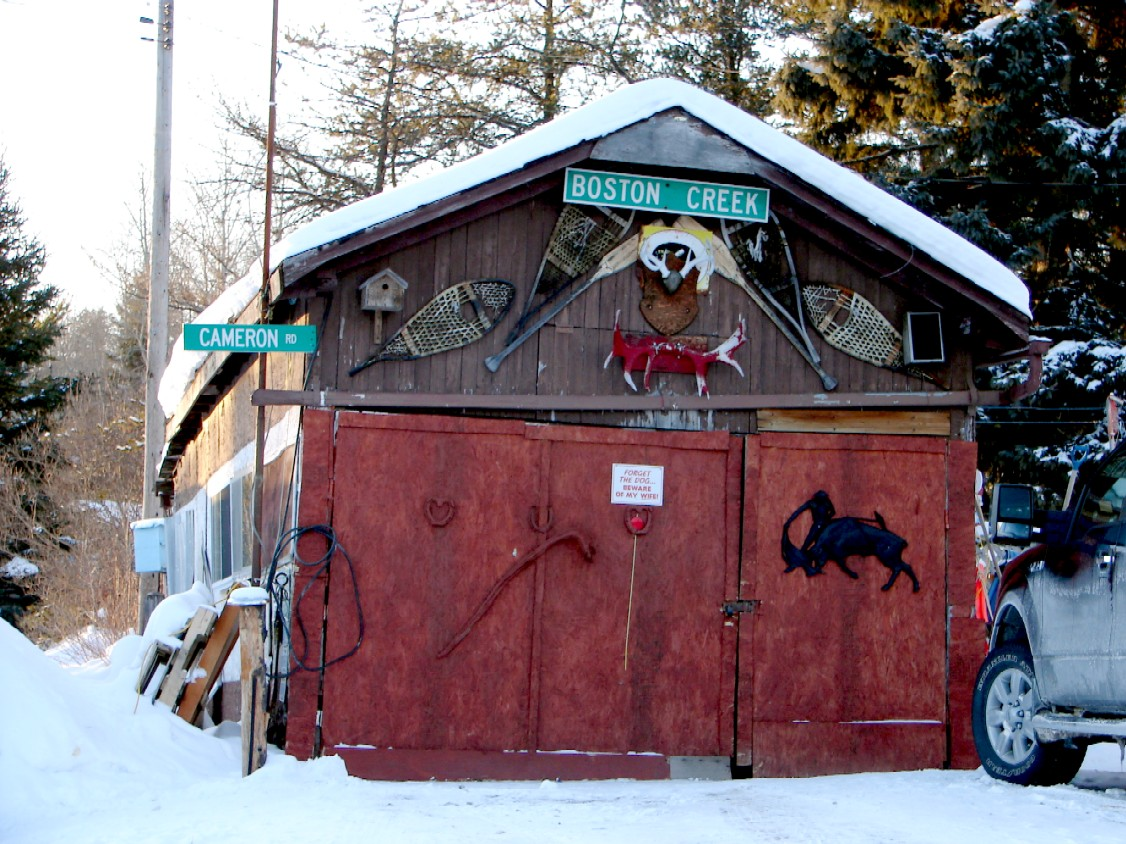
Garagem decorada em Boston Creek

Boston Creek ou simplesmente Boston é uma cidade localizada na província de Ontário no Canadá.
Willet Miller descobriu ouro em 1900 e as reivindicações foram feitas em 1906. A mina Barry-Hollinger operou até 1946, produzindo 77.000 onças de ouro.
Depósitos de ferro foram descobertos em 1904 pela Temiskaming and Hudson Bay Company.
A comunidade está localizada ao longo da Ontario Northland Railway, no terminal leste da Highway 564, vários quilômetros a leste de Tarzwell.